# Oberstabswachtmeister
Oberstabswachtmeister (OStWm) ist ein Dienstgrad der höheren Unteroffiziere (Stabsunteroffiziere) im Österreichischen Bundesheer. Der Dienstgrad wurde 1965 eingeführt (Verwendungsgruppe M BUO 1, in der Miliz MUO 1). Ihm entspricht bei der deutschen Bundeswehr etwa der Dienstgrad Stabsfeldwebel.
Abzeichen: Ein breiter, darüber ein schmaler weißer Streifen, darüber zwei sechszackige Sterne (Edelweiß).
Der Oberstabswachtmeister des Bundesheeres ist nicht zu verwechseln mit dem Stabsoberwachtmeister, der Anfang/Mitte 1935 in den kasernierten Bereitschafts- bzw. Landespolizeien der deutschen Reichsländer aufkam, wie bspw. in der Bayerischen Landespolizei. Der Dienstgrad war sehr kurzlebig, da das Personal der Landespolizeien ab Sommer/Herbst 1935 in Heer und Luftwaffe der deutschen Wehrmacht überführt wurde. Die bisherigen Polizei-Stabsoberwachtmeister wurden dabei zu Unterfeldwebeln ernannt.
| Niedrigerer Dienstgrad Stabswachtmeister                                                                             | Dienstgrad Oberstabswachtmeister | Höherer Dienstgrad Offiziersstellvertreter |
| Einordnung: Rekruten – Chargen – Unteroffiziere – Offiziere Alle Dienstgrade auf einen Blick: Bundesheer-Dienstgrade |                                  |                                            |